# Paul Cormann
Paul Cormann (* 20. September 1868 in Koblenz; † 3. Februar 1952 in Wiesbaden) war ein deutscher Richter.

## Leben
Nachdem er 1887 in Saarbrücken das Abitur gemacht hatte, studierte Cormann Rechtswissenschaft an der Philipps-Universität Marburg und der Rheinischen Friedrich-Wilhelms-Universität. Am 5. Oktober 1887 renoncierte er beim Corps Hasso-Nassovia, das ihn im Dezember 1888 recipierte. 1890 machte er das Erste, 1895 das Zweite Juristische Examen. 1900 kam er zur Staatsanwaltschaft beim Landgericht Köln, wo er 1903 zum Ersten Staatsanwalt avancierte. Am 1. April 1904 ging er als Hilfsarbeiter an das Reichsjustizministerium, das ihn von 1912 bis 1914 in die zweite Strafrechtskommission berief. Im Ersten Weltkrieg war er von 1914 bis 1917 Mitglied und Justitiar des kgl. preußischen Heroldsamtes. In der Weimarer Republik wurde er 1919 Präsident des Oberlandesgerichts Stettin. 1933 wurde er auf eigenen Antrag pensioniert. Den Ruhestand verlebte er in Wiesbaden. Verheiratet war er seit 1898 mit Auguste geb. Hahn aus Idar-Oberstein, mit der er zwei Töchter hatte. Die eine, Gustel, heiratete Bill Cormann Giessen.

## Ehrungen
- Geh. Justizrat (8. April 1907)
- Geh. Oberjustizrat (1. Juli 1911)
- Dr. iur. h. c. der Eberhard Karls Universität Tübingen (28. November 1913)